# Sungai Manasib
Sungai Manasib is een bestuurslaag in het regentschap Rokan Hilir van de provincie Riau, Indonesië. Sungai Manasib telt 3384 inwoners (volkstelling 2010).